# Мека (Индијана)
Мека (енгл. Mecca) град је у америчкој савезној држави Индијана.

## Демографија
По попису из 2010. године број становника је 335, што је 20 (-5,6%) становника мање него 2000. године.
| Група             | 2000.       | 2010.       |
| Белци             | 348 (98,0%) | 327 (97,6%) |
| Афроамериканци    | 0 (0,0%)    | 0 (0,0%)    |
| Азијати           | 0 (0,0%)    | 1 (0,3%)    |
| Хиспаноамериканци | 0 (0,0%)    | 3 (0,9%)    |
| Укупно            | 355         | 335         |